# كاميل كوتان
كاميل كوتان (بالفرنسية: Camille Cottin)‏ هي ممثلة فرنسية، ولدت في 1 ديسمبر 1978 بباريس في فرنسا.

## أعمال

### أفلام
- (2016) الحلفاء[7]

### مسلسلات
- اتصل بوكيل أعمالي!

## وصلات خارجية
- كاميل كوتان على موقع IMDb (الإنجليزية)
- كاميل كوتان على موقع ميتاكريتيك (الإنجليزية)
- كاميل كوتان على موقع روتن توميتوز (الإنجليزية)
- كاميل كوتان على موقع ألو سيني (الفرنسية)
- كاميل كوتان على موقع أول موفي (الإنجليزية)
- كاميل كوتان على موقع قاعدة بيانات الفيلم (الإنجليزية)
- كاميل كوتان على موقع كينوبويسك (الروسية)